# Rampur Birta
Rampur Birta – gaun wikas samiti we wschodniej części Nepalu w strefie Sagarmatha w dystrykcie Siraha. Według nepalskiego spisu powszechnego z 2001 roku liczył on 787 gospodarstw domowych i 4236 mieszkańców (2026 kobiet i 2210 mężczyzn).